# 올비아템피오도

올비아템피오도의 위치

올비아템피오도(이탈리아어: Provincia di Olbia-Tempio)은 이탈리아 사르데냐주에 있던 도이다. 도청 소재지는 올비아와 템피오파우사니아이다. 면적은 3,399 km2, 인구는 138,334(2001)이다. 2016년 2월 4일을 기해 사사리도에 편입되면서 폐지되었다.